# Alfred Krause (Architekt)
Alfred Krause (* 17. Dezember 1866 in Dresden; † 5. Februar 1930) war ein deutscher Architekt.

## Leben
Alfred Krause studierte an der Königlich-Sächsische Baugewerkenschule Leipzig und der Kunstakademie Dresden. Um 1897 war er verantwortlicher Bauleiter bei der Errichtung der Trinitatiskirche in Hainichen. Vermutlich machte er spätestens dort Bekanntschaft mit Paul Korff, der von Gotthilf Ludwig Möckel dorthin entsandt wurde; es ist möglich, dass Krause, ein Lipsius-Schüler, schon länger für Möckel gearbeitet hatte. Die beiden Architekten heirateten später zwei Schwestern, Marie oder Maria und Adele Leonhardt.
Im Jahr 1899 tat sich Alfred Krause in Rostock mit seinem späteren Schwager Korff zu einer Bürogemeinschaft zusammen, die mehrere Jahre lang Bestand hatte, obwohl Korff recht bald nach Laage übersiedelte. Welcher der beiden Architekten welche Bauten plante, wurde zumindest bei späteren Veröffentlichungen zu den Werken deutlich gemacht.
Das Rostocker Adressbuch führt das Architekturbüro Krause & Korff bis 1912; 1916 erschien ein Werkverzeichnis Krauses unter dem Titel Architekt Krause, B. D. A., Rostock.

## Werke
Zu den Bauten, für die Krause verantwortlich zeichnete, gehörte das Geschäftshaus Schurig in Rostock.

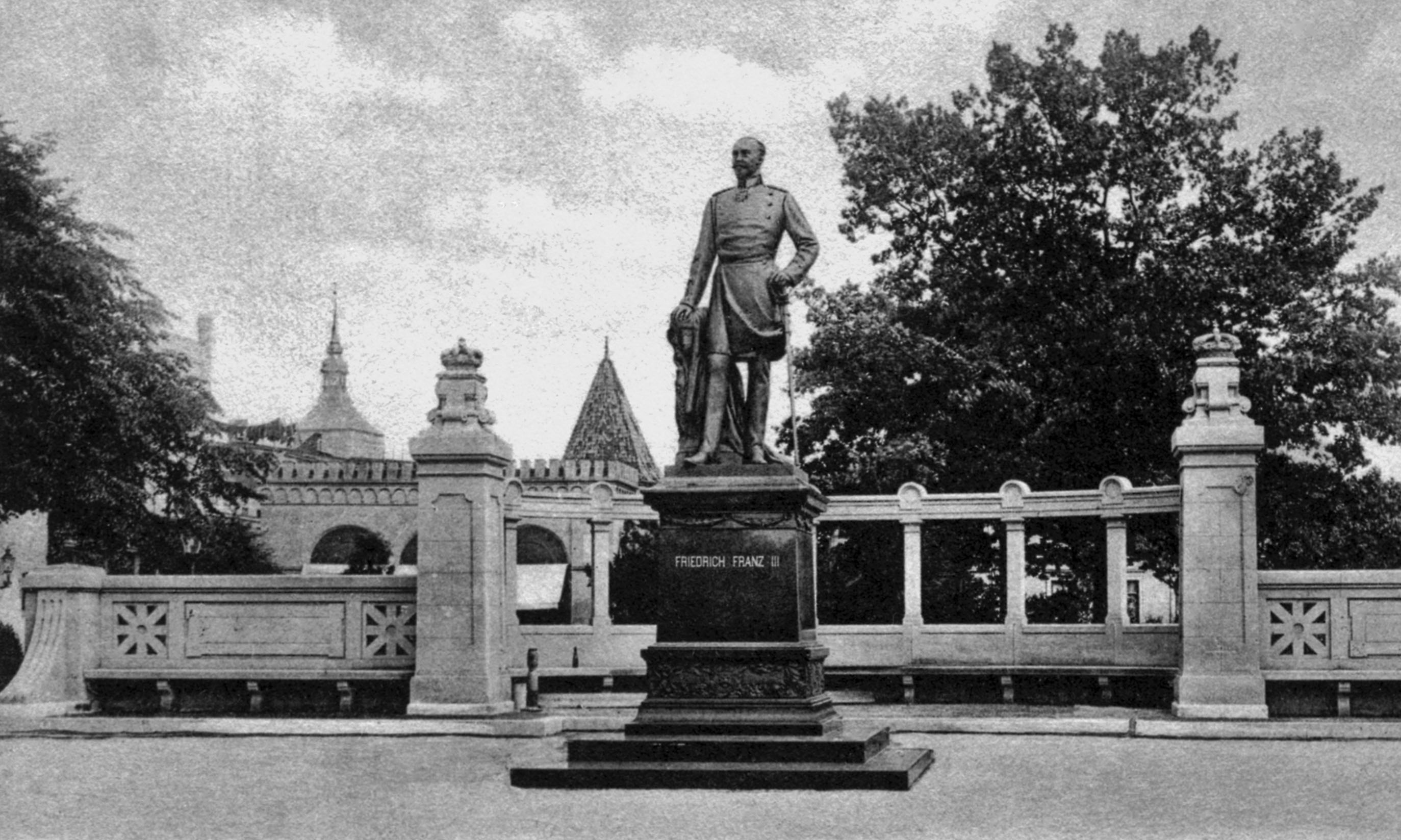
Das Friedrich-Franz-Denkmal und Krauses Einfassung

1901 wurde in Rostock ein Denkmal für Großherzog Friedrich Franz III. von Wilhelm Wandschneider aufgestellt. Krause gab diesem Monument eine architektonische Einfassung. Das Standbild existiert nicht mehr; es wurde wohl im Zweiten Weltkrieg eingeschmolzen. Den Sockel verwendete man wahrscheinlich für ein Denkmal für die Opfer des Faschismus weiter.

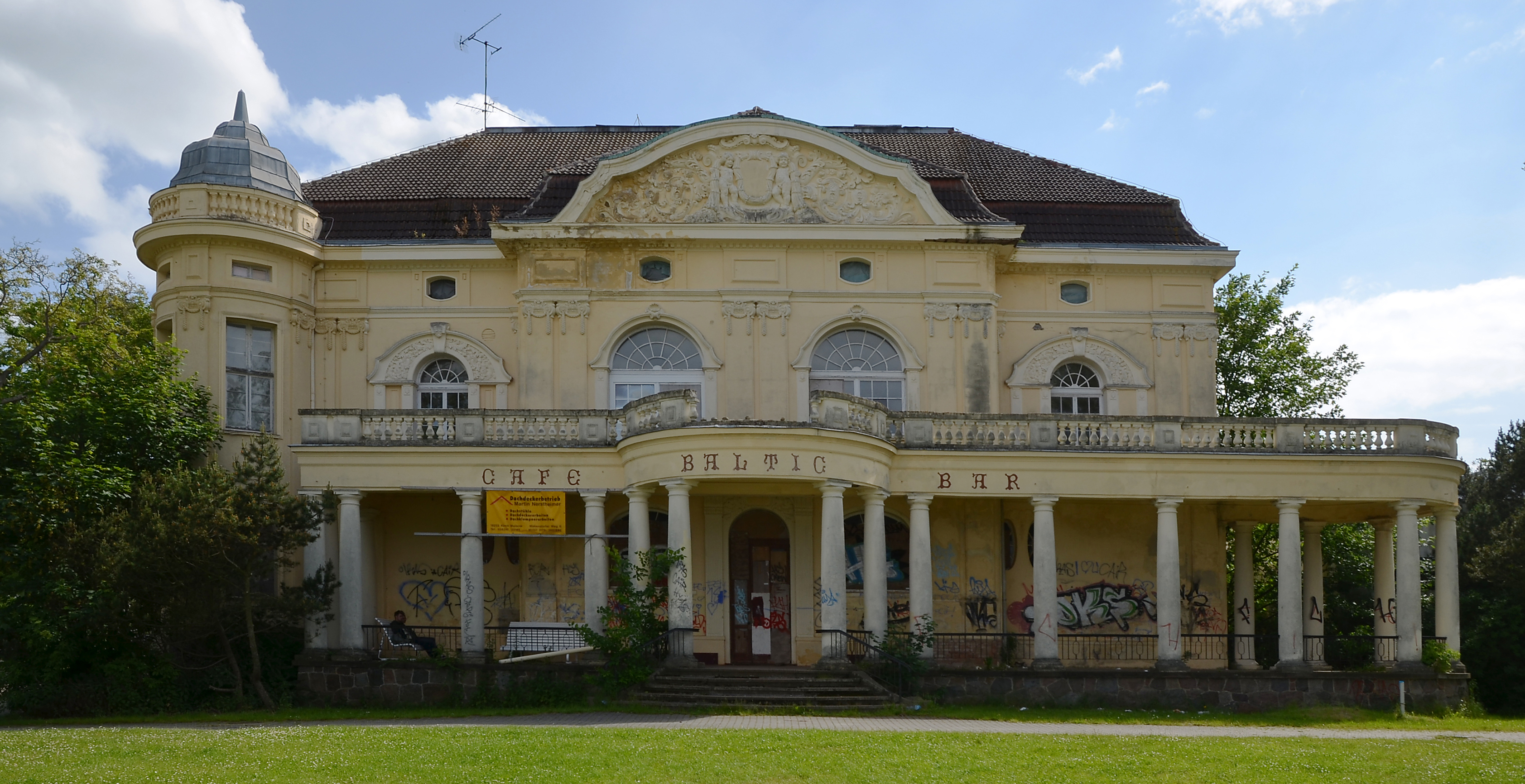
Villa Baltic

Aus den Jahren 1910 bis 1912 stammt die Villa Hausmann in Arendsee, dem späteren Kühlungsborn, die Krause für das Ehepaar Wilhelm und Margarete Hausmann entwarf. Die bauplastische Ausschmückung des neobarocken Gebäudes schuf Wilhelm Jaeger.
Eines der ersten Stahlbetongebäude Mecklenburgs wurde 1911 Am Strom in Warnemünde errichtet. Die Pläne stammten aus dem Büro Krause & Korff. Das mit einem Turm geschmückte Haus wurde ab 1920 unter dem Namen „Hotel Reichshof“ betrieben. Bei einem Bombenangriff 1942, der wahrscheinlich den Arado-Flugzeugwerken gegolten hatte, büßte das Haus den Turm und seinen ursprünglichen Dachstuhl ein.

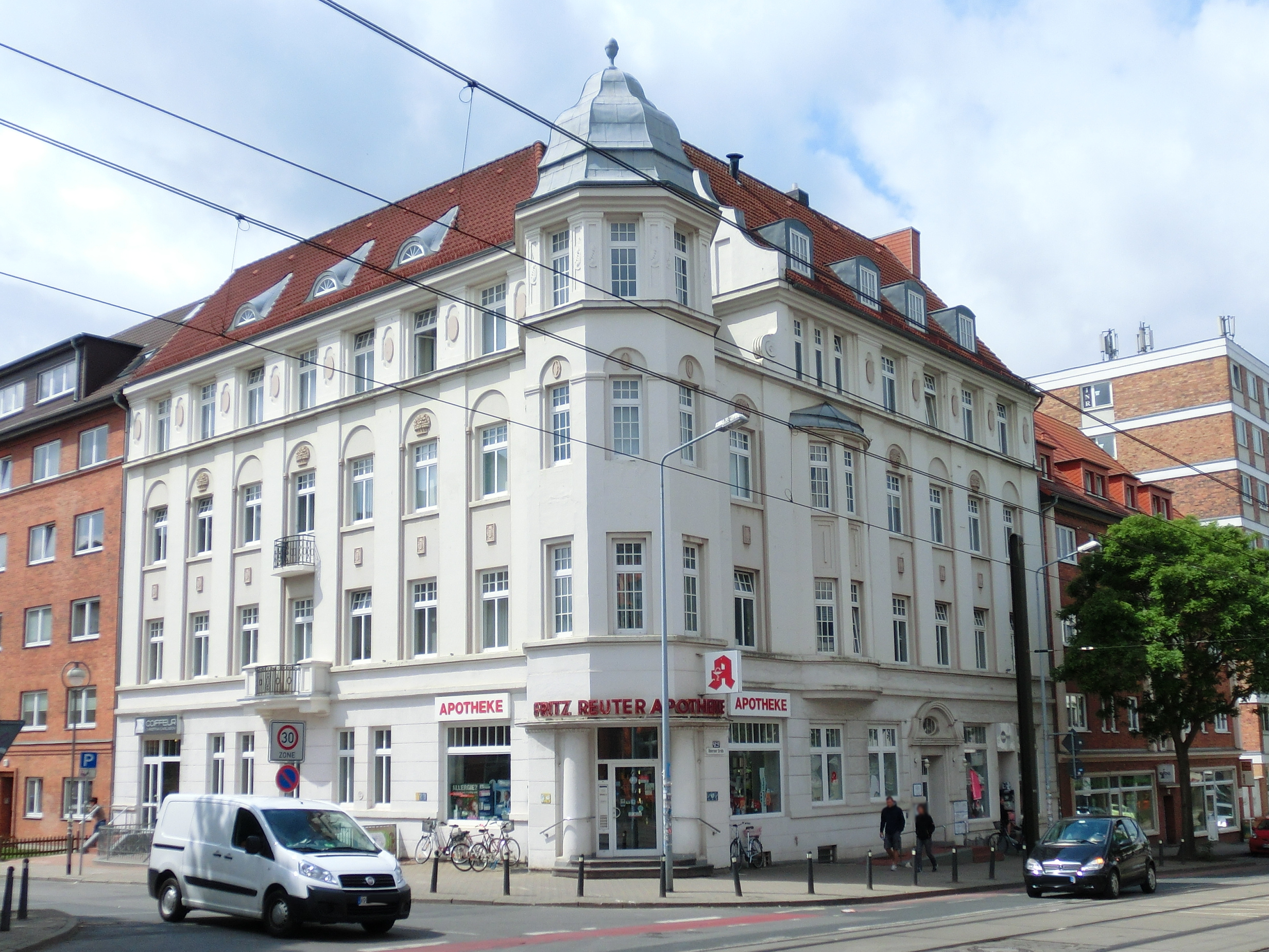
Doberaner Str. 43b, Rostock

Die 1914 für den Bauherrn Johannes Piper errichtete Apotheke in der Doberaner Straße 43b in Rostock gehört laut Hans-Heinrich Schimler zu den „stattlichsten Bauten der Kröpeliner-Tor-Vorstadt“.
1920 wurde das Haus Neuer Markt 3 in Rostock nach Plänen Krauses umgebaut.